# СВ-98
СВ-98 (Індекс ГРАУ 6В10) — снайперська гвинтівка розроблена колективом інженерів «Іжевського машинобудівного заводу» під керівництвом Володимира Стронського на основі спортивної гвинтівки «Рекорд».

## Історія
У рамках робіт над новим комплексом снайперського озброєння (тема «Зломщик») російськими зброярами були проведені дослідно-конструкторські роботи із снайперським комплексам різних калібрів — 7,62-мм «Зломщик-7,62», 9-мм «Зломщик-9», 12,7-мм «Зломщик-12,7». Одним з результатів стало надходження на озброєння спецпідрозділів у 2003 р. снайперського комплексу 6С11 калібру 7,62 мм, що включає магазинну гвинтівку СВ-98 (індекс 6В10) і набій 7Н14 з кулею підвищеної пробивної дії (хоча можуть бути використані й інші варіанти набою 7,62×54 мм R, у тому числі снайперський 7Н1 або спортивний набій «Екстра»).

## Конструкція
Ствол гвинтівки виготовлений методом холодного радіального кування за імпортною технологією з обробкою хонінгуванням (доведення оброблених деталей до необхідної чистоти абразивними брусками) і зняттям внутрішніх напруг.
Ствол консольно укріплений у ствольної коробці і вільно вивішений, тобто не торкається ложі та інших деталей гвинтівки і не навантажений кріпленням сошки (т. зв. «вільно плаваючий ствол»). Це забезпечує сталість його коливань, які можна врахувати при пристрілюванні. Для поліпшення купчастості стрільби канал ствола не хромується. На дуловій частині ствола зроблена різьба для кріплення приладу малошумної стрільби (ПМС). Якщо дульне пристосування не встановлене, різьба закрита втулкою, яка захищає різьблення.
Магазинна схема гвинтівки дозволила усунути імпульсні навантаження, властиві автоматичній (самозарядній) зброї. Крім того, при роботі з магазинною гвинтівкою, відсутній стукіт деталей автоматики, є можливість контролювати рух затвора (що допомагає, наприклад, уникнути блиску вилітаючої гільзи або плавніше дослати набій у набійник).
Поздовжньо ковзний поворотний затвор має у передній частині три бойових виступи, в задній частині — відхилену донизу рукоятку перезарядження. Передній торець середнього бойового виступу в процесі перезарядження служить досилачем патрона. У замкнутому положенні рукоятка перезарядження знаходиться над спусковою скобою праворуч, що полегшує роботу снайпера з нею. У затворі зібраний викидач із пружиною, відбивач розташований у ствольній коробці.

### Ударний механізм
Ударний механізм — ударникового типу. Ударник з бойовою пружиною зібраний в каналі затвора. Зведення ударника проводиться при повороті рукоятки перезарядження під час відмикання затвора, що підвищує безпеку зброї в процесі перезарядження.
Спусковий механізм зібраний в окремому корпусі, що кріпиться в ствольній коробці. Зусилля спуску регулюється в межах 1,0-1,5 кгс.
Спусковий механізм відрізняється плавністю, невеликим ходом спускового гачка.
Прапорцевий неавтоматичний запобіжник змонтований праворуч позаду рукоятки затвора, при включенні блокує шепотіло, спусковий гачок і затвор.

### Живлення
Живлення — з коробчастого відокремленого серединного магазина ємністю 10 набоїв з дворядним розташуванням, не виступає з ложі.
Корпус магазина відлитий з склонаповненого поліаміду і посилений металевими вкладишами і має важільний механізм.
При встановленні магазина особливий вертикальний стрижень, запресований у ствольній коробці, фіксує його правильне положення. При приєднанні магазина, змонтована на стрижні клямка зчіплюються з металевою втулкою, заармованою в отвір корпуса магазина, і щільно підтискає магазин до ствольної коробки. Таким чином забезпечується просте, стабільне і надійне кріплення магазина до гвинтівки.
Новий снайперський набій 7Н14 калібру 7,62×54 мм R став розвитком 7Н1 і відрізняється кулею підвищеної пробивної дії із загартованою загостреною серцевиною. Перевершує 7Н1 за можливістю ураження цілей в засобах індивідуального бронезахисту (бронежилетах).
Передбачені варіанти під набої 7,62×51 мм НАТО (.308 Winchester) і .338 Lapua Magnum, гвинтівка при цьому оснащена «планкою Вівера» (планка «Піккатіні») нагорі ствольної коробки.

### Ложа та приціл
Кронштейн оптичного прицілу кріпиться згори ствольної коробки на рейку «Піккатіні».
Основний приціл — панкреатичний 1П69 («Гіперон»), Приціл забезпечує автоматичну установку кутів прицілювання на відстані від 100 до 1000 м. Поле зору прицілу при кратності посилення З× — 7,6°, при кратності 10× — 2,5°.
Приціл має гумовий наочник, захисну бленду і кришку об'єктива, пристрій підсвічування прицільної сітки. Можуть ставитися й інші приціли, наприклад — приціл ПКС-07 постійної кратності збільшення 7×.
Гвинтівка також має відкрите механічне прицільне пристосування, що включає мушку з запобіжником (при приведенні до нормального бою мушка регулюється по вертикалі і горизонталі) і змінний приціл, розрахований на дальності від 100 до 600 м. Заявлена дальність ефективної стрільби — 800 м.
Ложа зробена з пресованої фанерної плити. Приклад регулюється по довжині (в межах 20 мм), а «щока» (гребінь — упор під щоку) і потилиця прикладу — по висоті (в межах ± 30 мм) і поперечному зсуву (± 7 мм).
Виріз приклада розрахований на утримання його лівою рукою при стрільбі. Попереду цівки на поздовжній стрижень кріпиться регульована по висоті сошка, в похідному положенні її ніжки укладаються в цівку. У прикладі кріпиться регульована задня опора.
Аби стрілець не брався при перенесенні зброї за приціл, на ложі укріплена рукоятка для перенесення. Пропонувався і варіант з пластмасовою ложею.
Для захисту поля зору прицілу від теплового «міражу», над стволом може кріпитися широка нейлонова стрічка, а над глушником — особливий козирок. Він не лише зменшує рівень звукового тиску і виключає спалах полум'я пострілу, але відіграє також роль дульного гальма, зменшуючи імпульс відбою.

## Бойове застосування

### Російсько-українська війна
Поблизу населеного пункту Димер на Київщині спецпризначенці ГУР МО України знищили колону Росгвардії. Залишені окупантами в розбитих машинах документи 748 окремого батальйону оперативного призначення Росгвардії (в/ч 6912, м. Хабаровськ) серед яких був атестат з переліком наявної в підрозділі зброї. В переліку було названо, зокрема, снайперські гвинтівки СВ-98 (14 одиниць) та два приціли «Гиперон» і 12 прицілів DS 5-20x56МСТ до них.

## Оператори
- Росія: знаходиться на озброєнні спеціальних підрозділів Міністерства юстиції, МВС РФ[3], ФСО, ФСБ[4]. В грудні 2012 року було розміщене замовлення на поставку 49 шт. для спецназу ФСКН[5][6].
- Вірменія: закуплено 52 шт. в 2010 році[7]

## Галерея

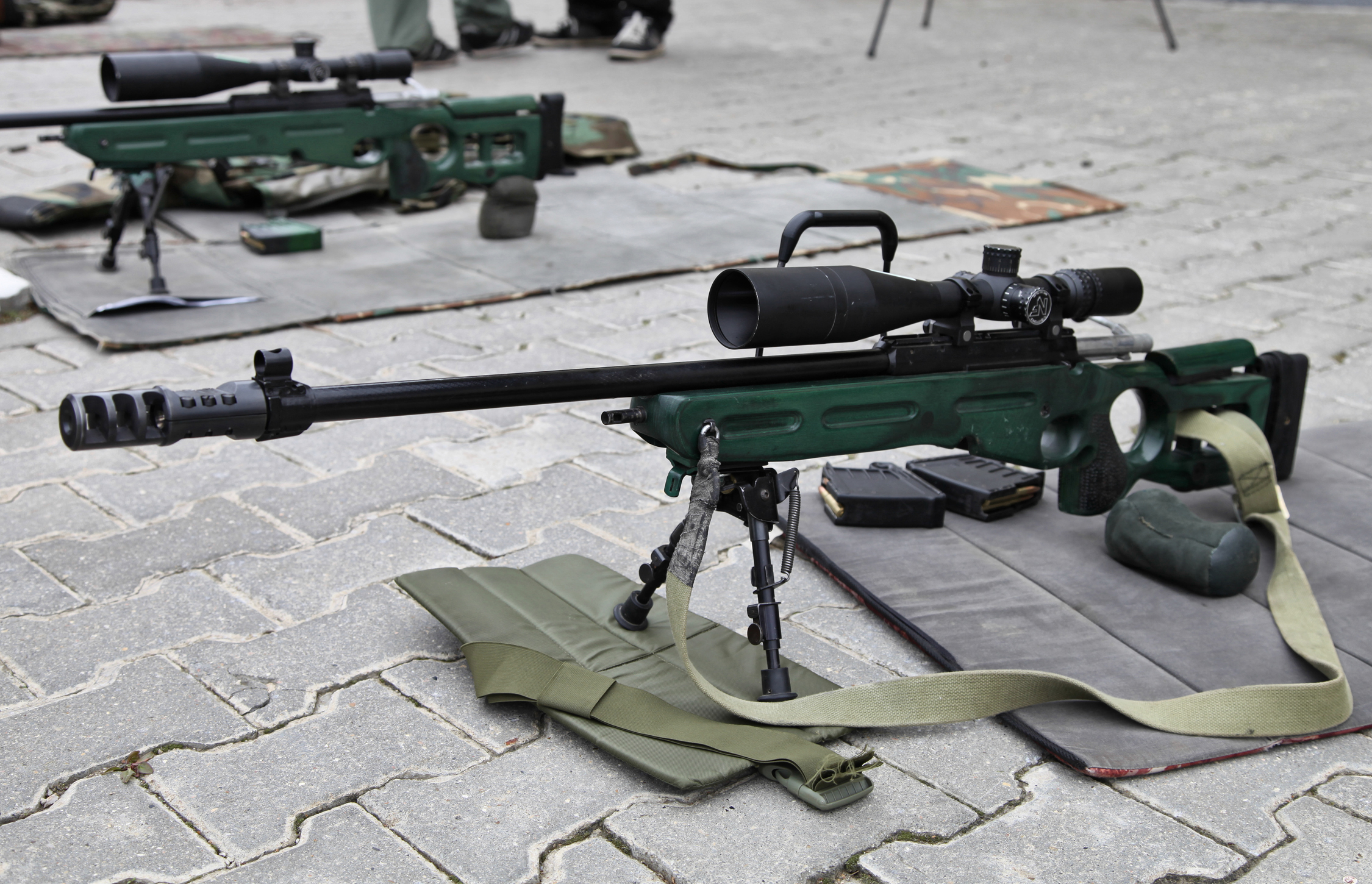
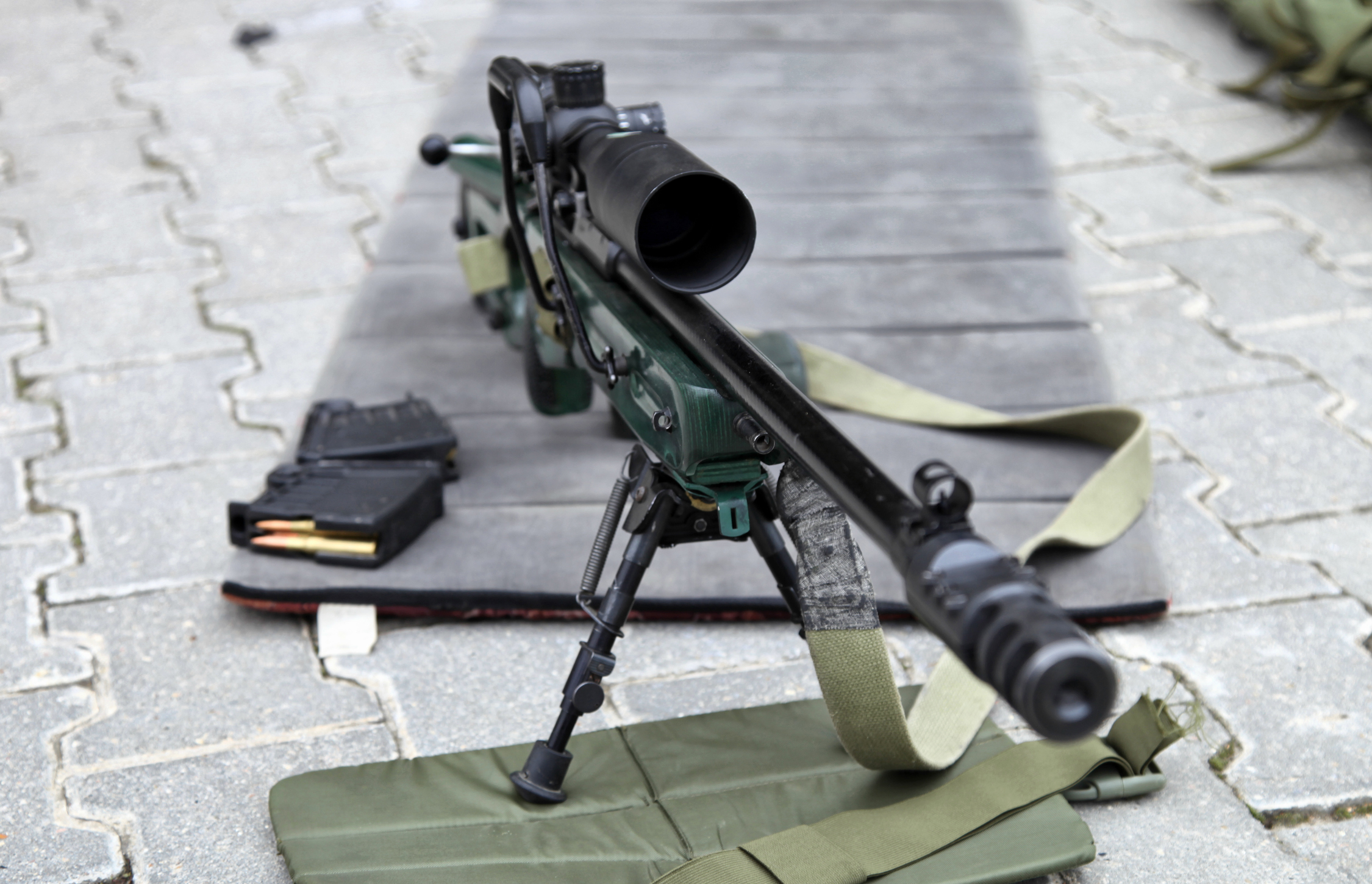
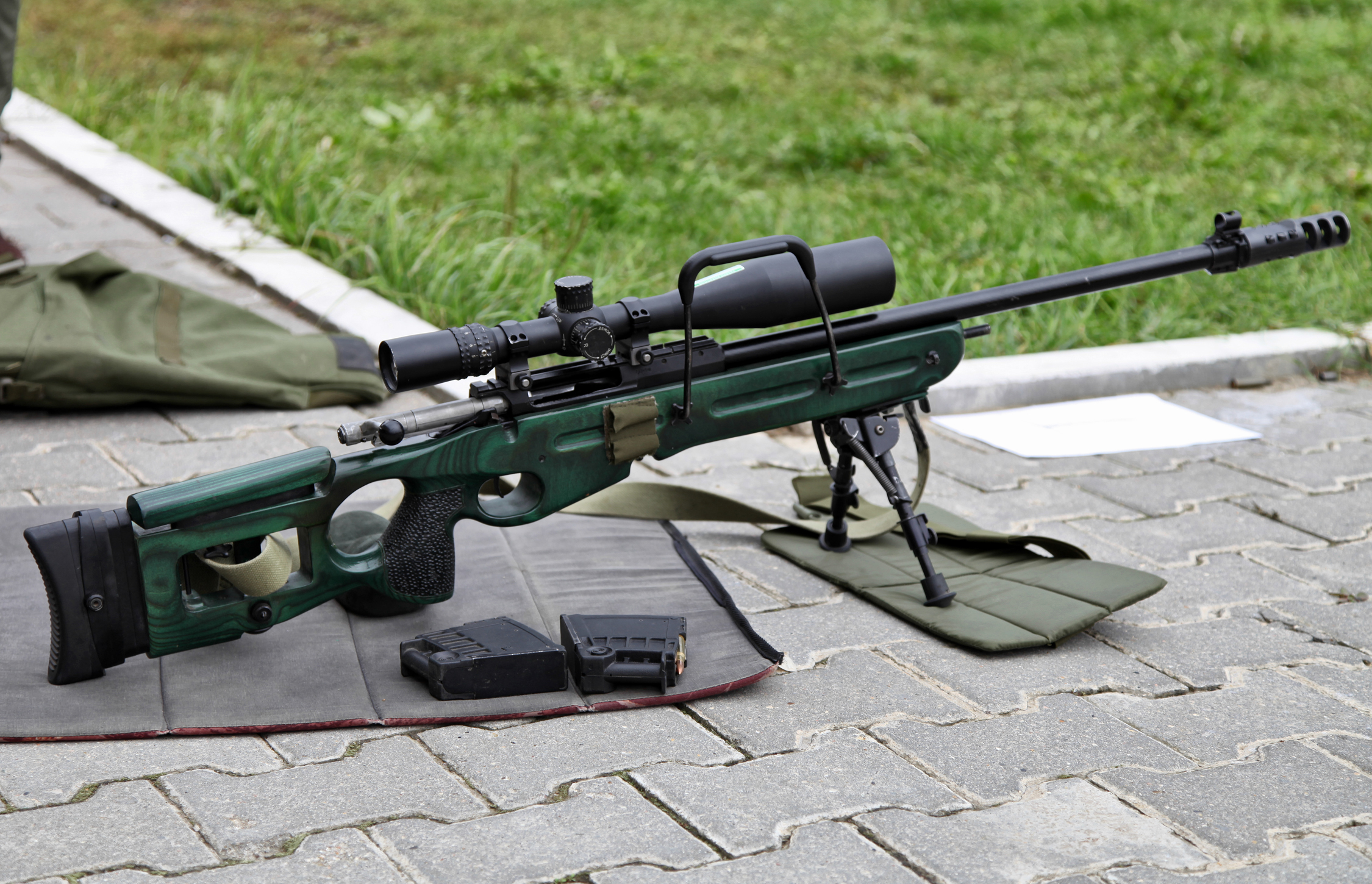
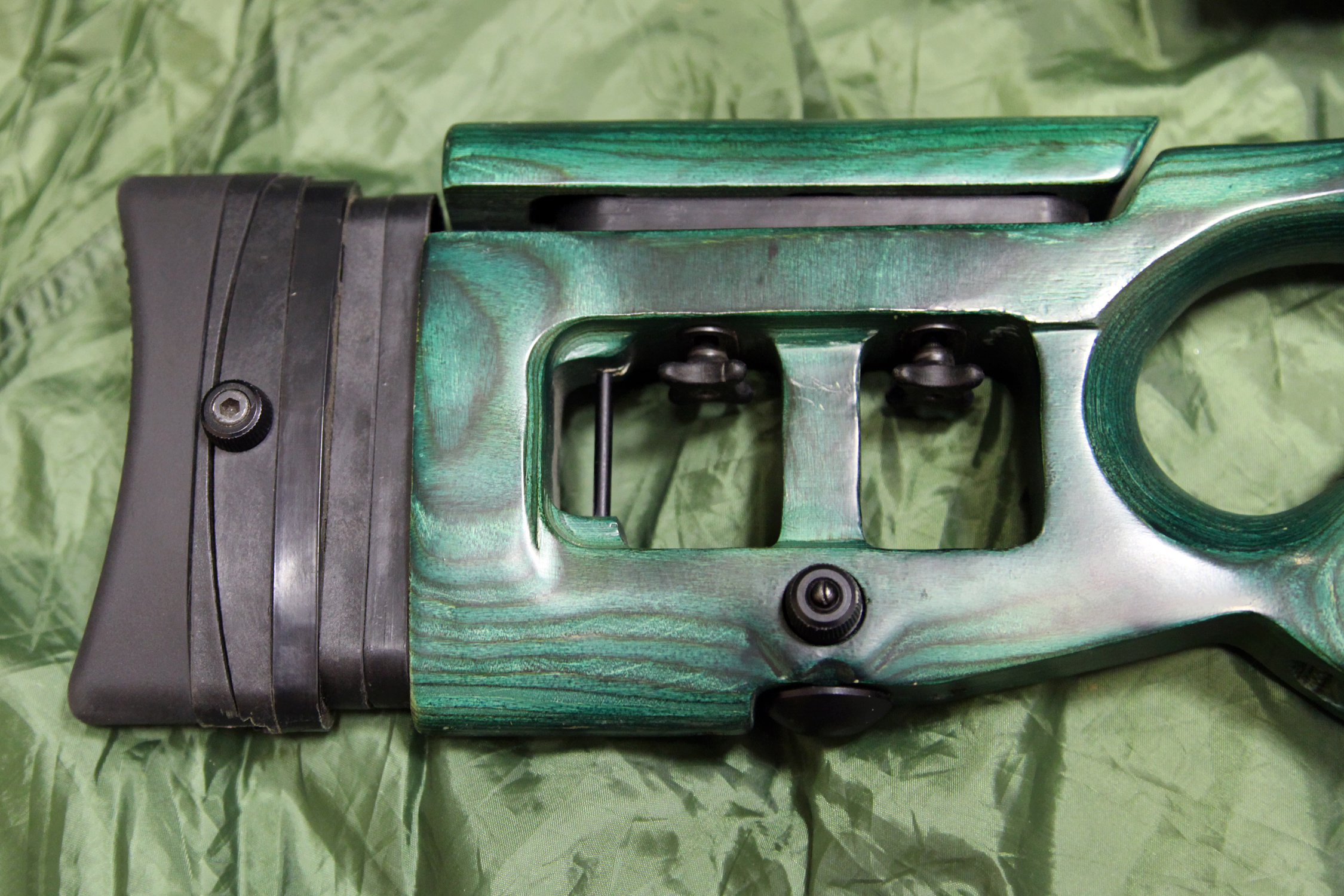
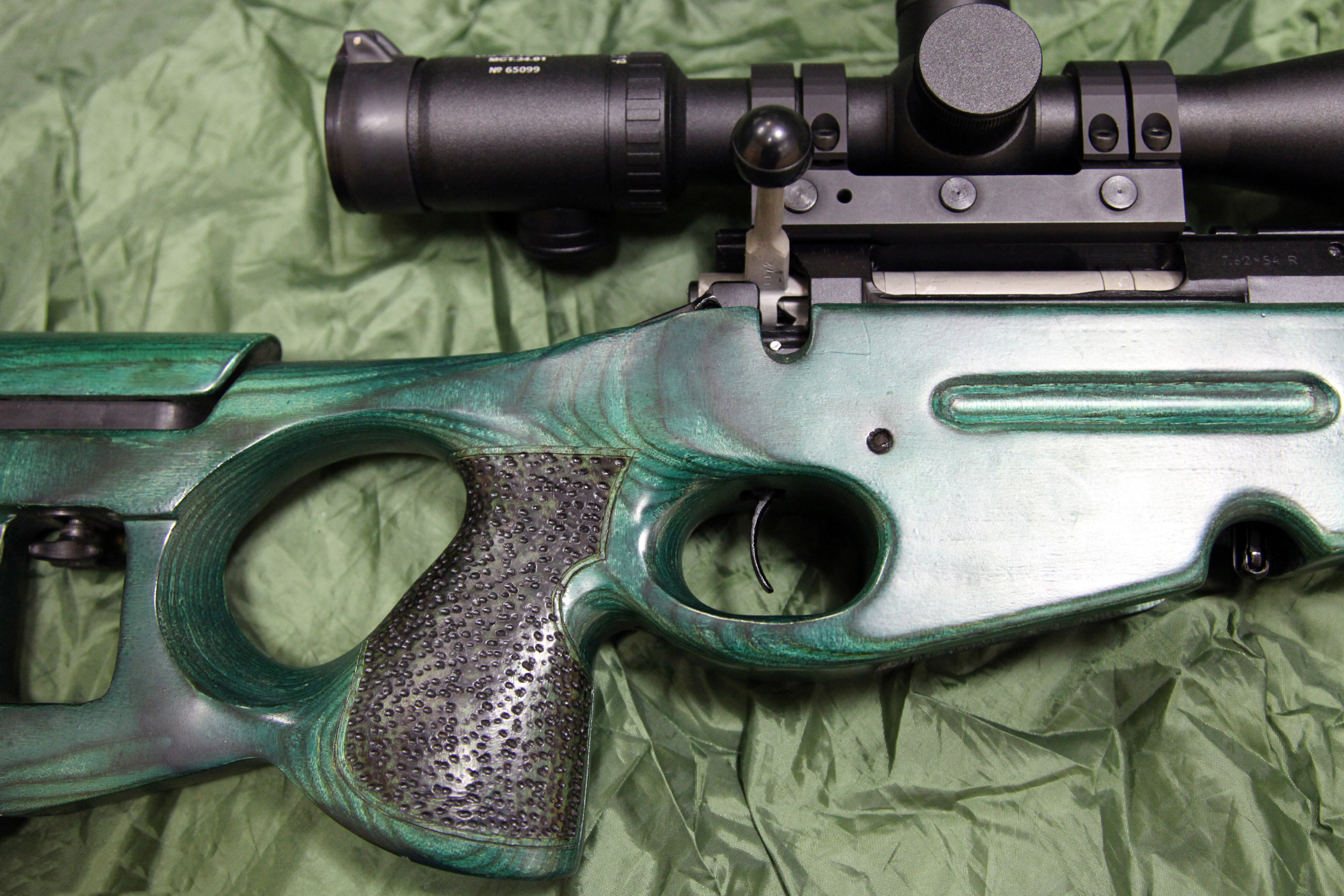
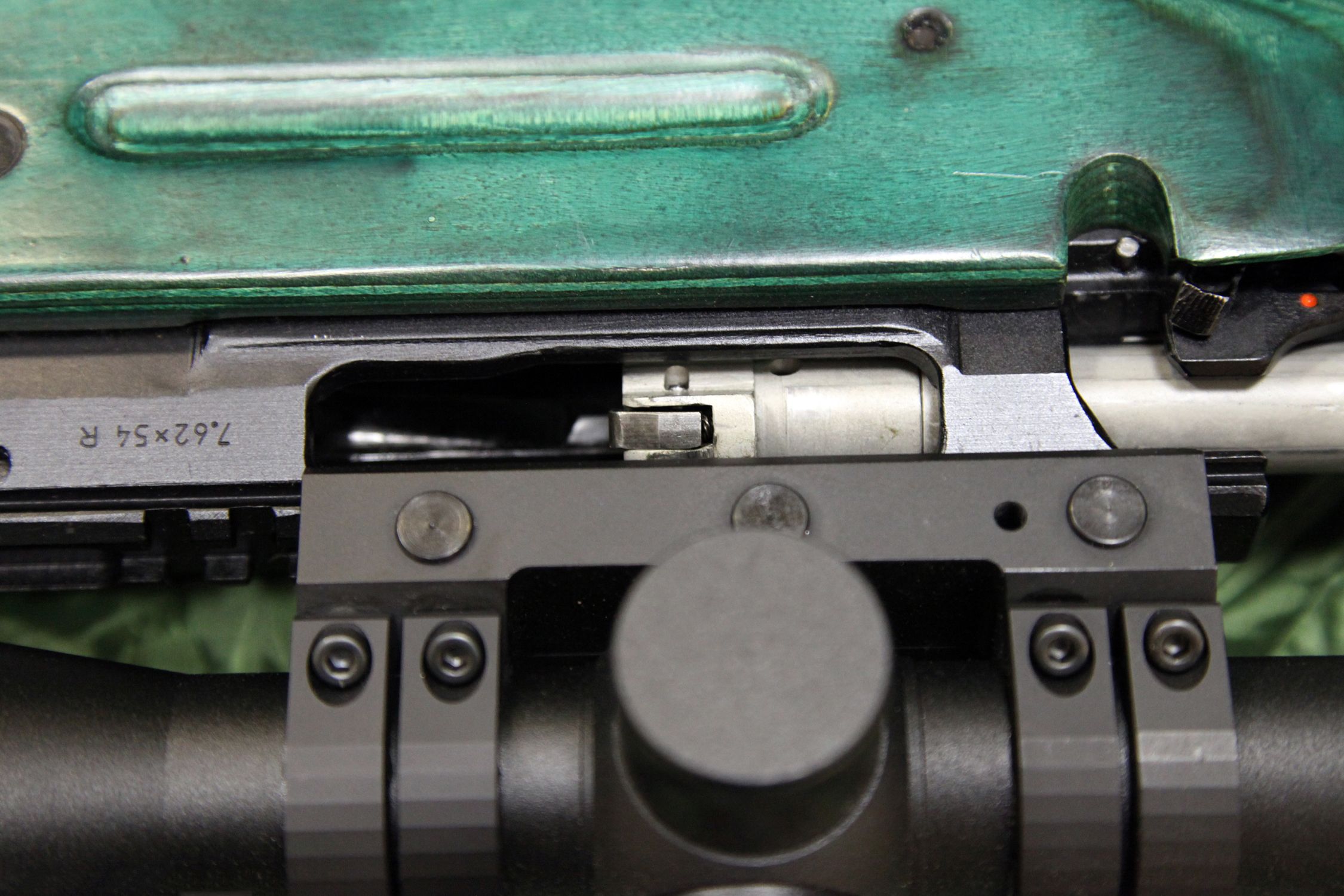
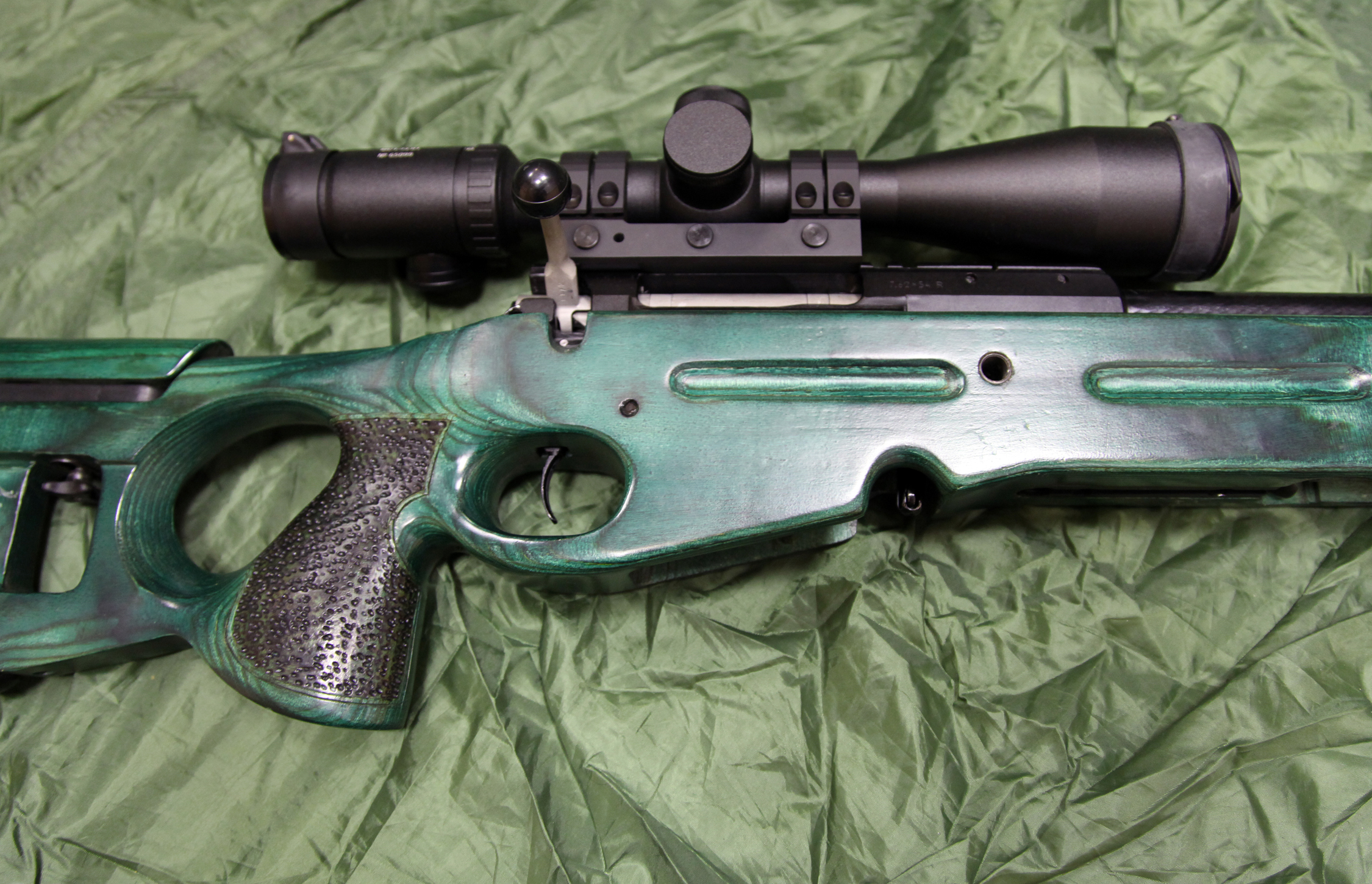
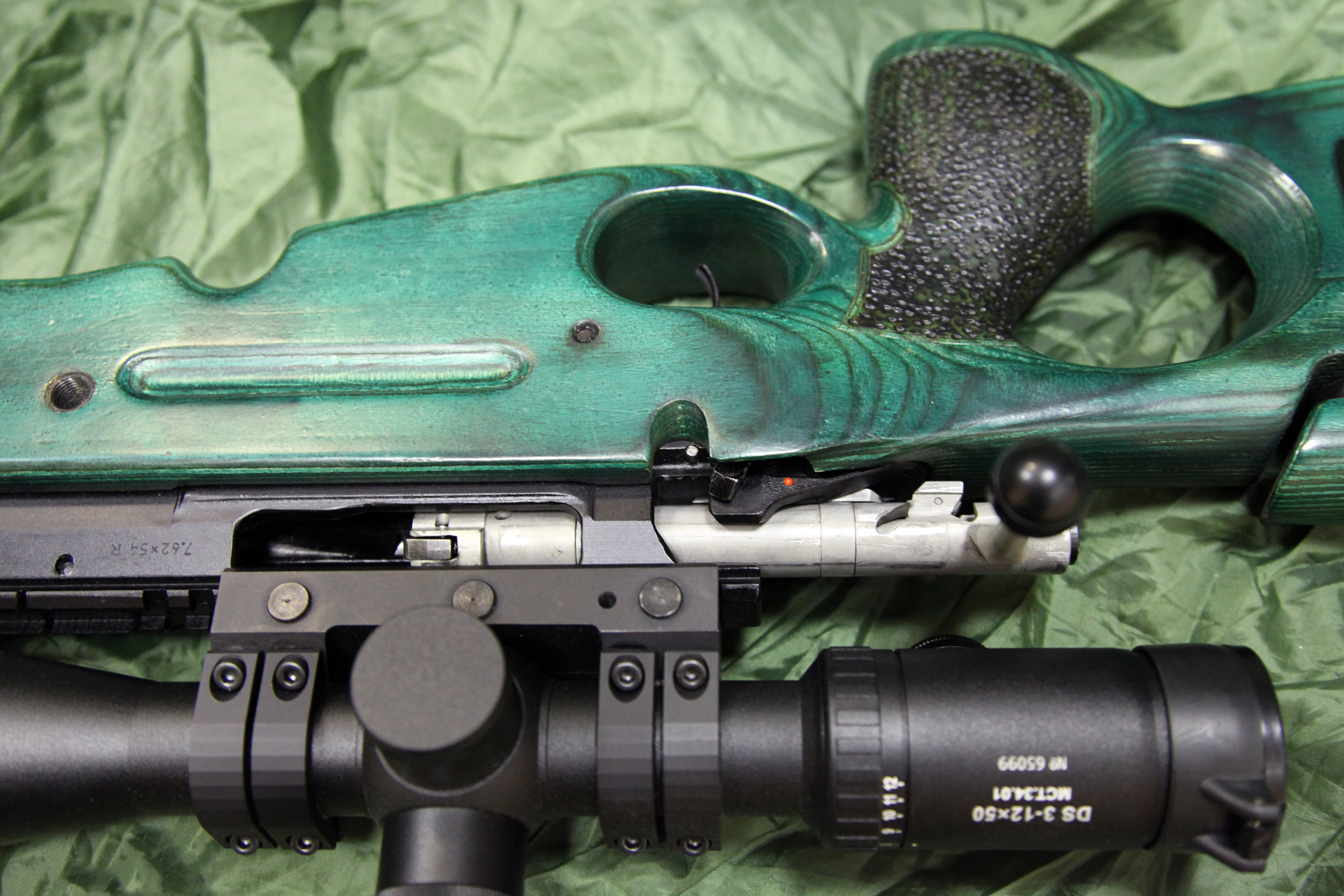
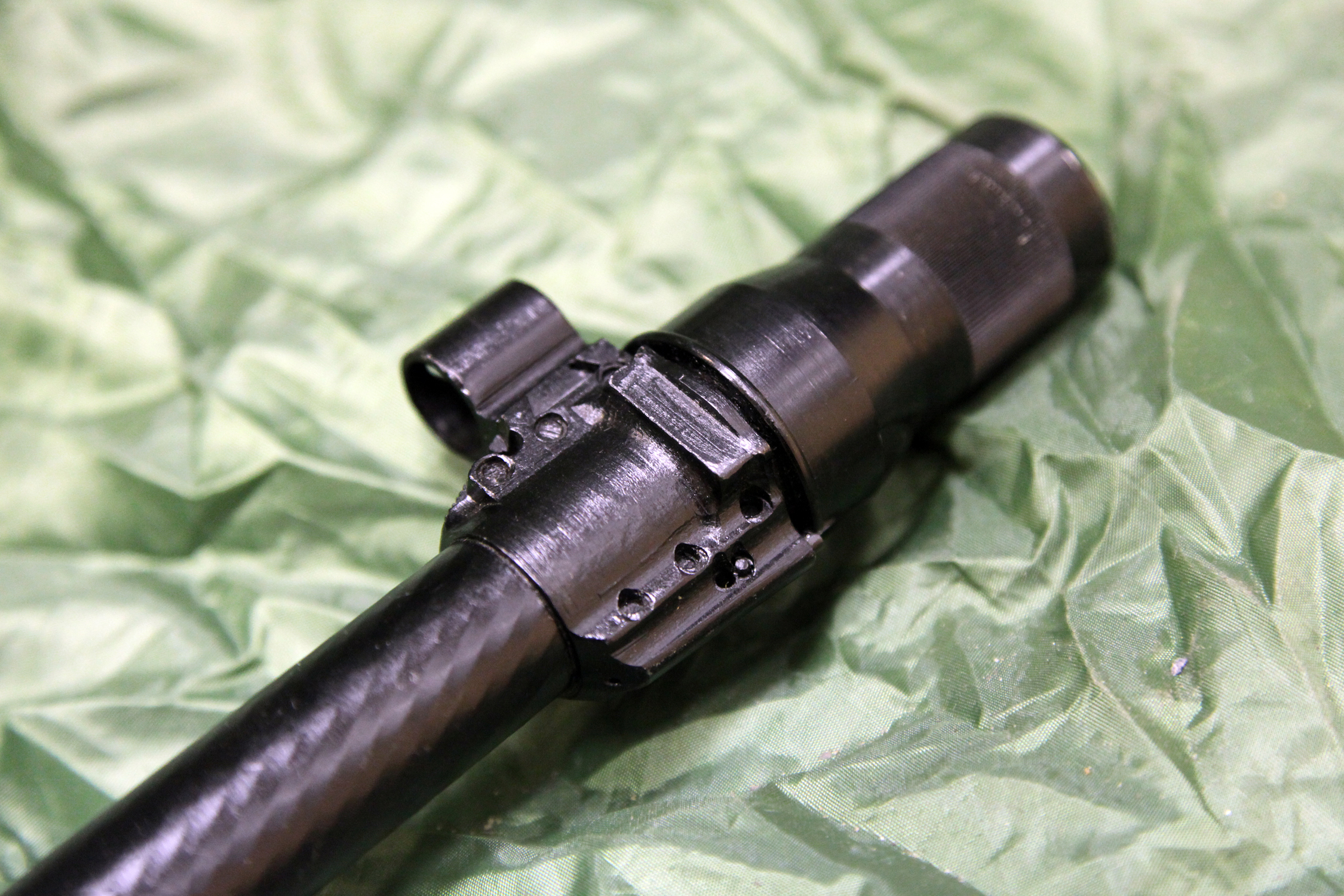
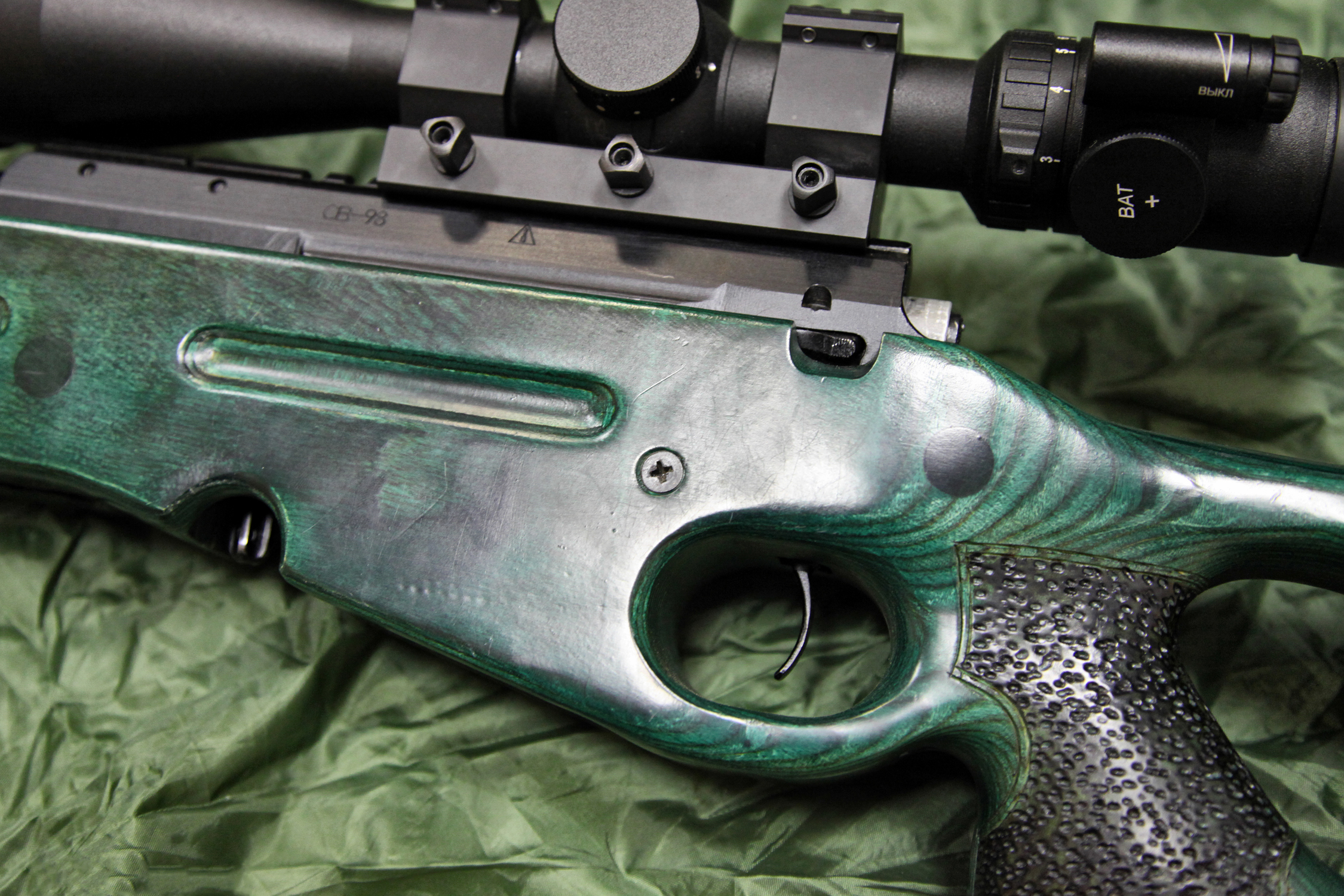
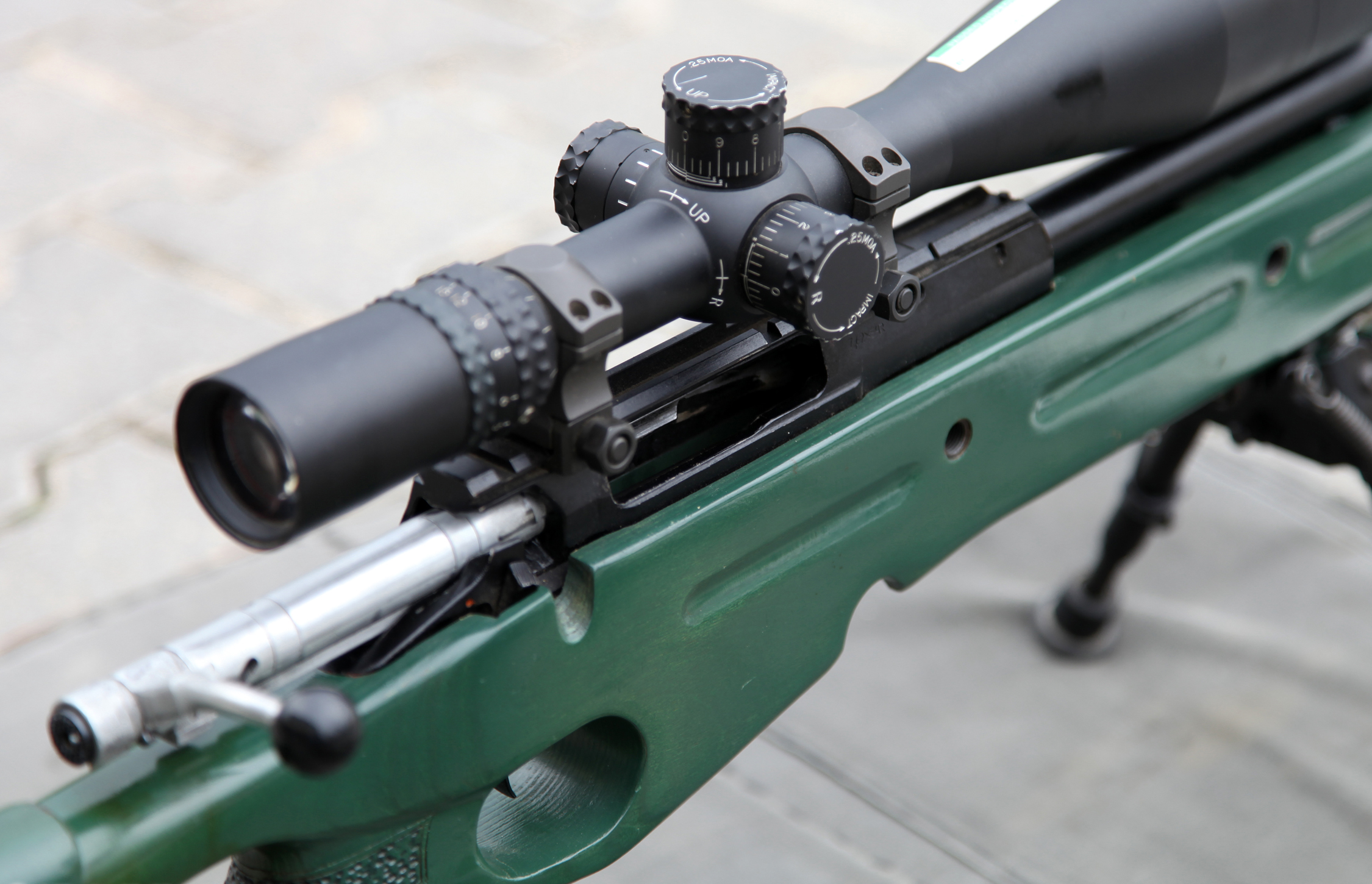
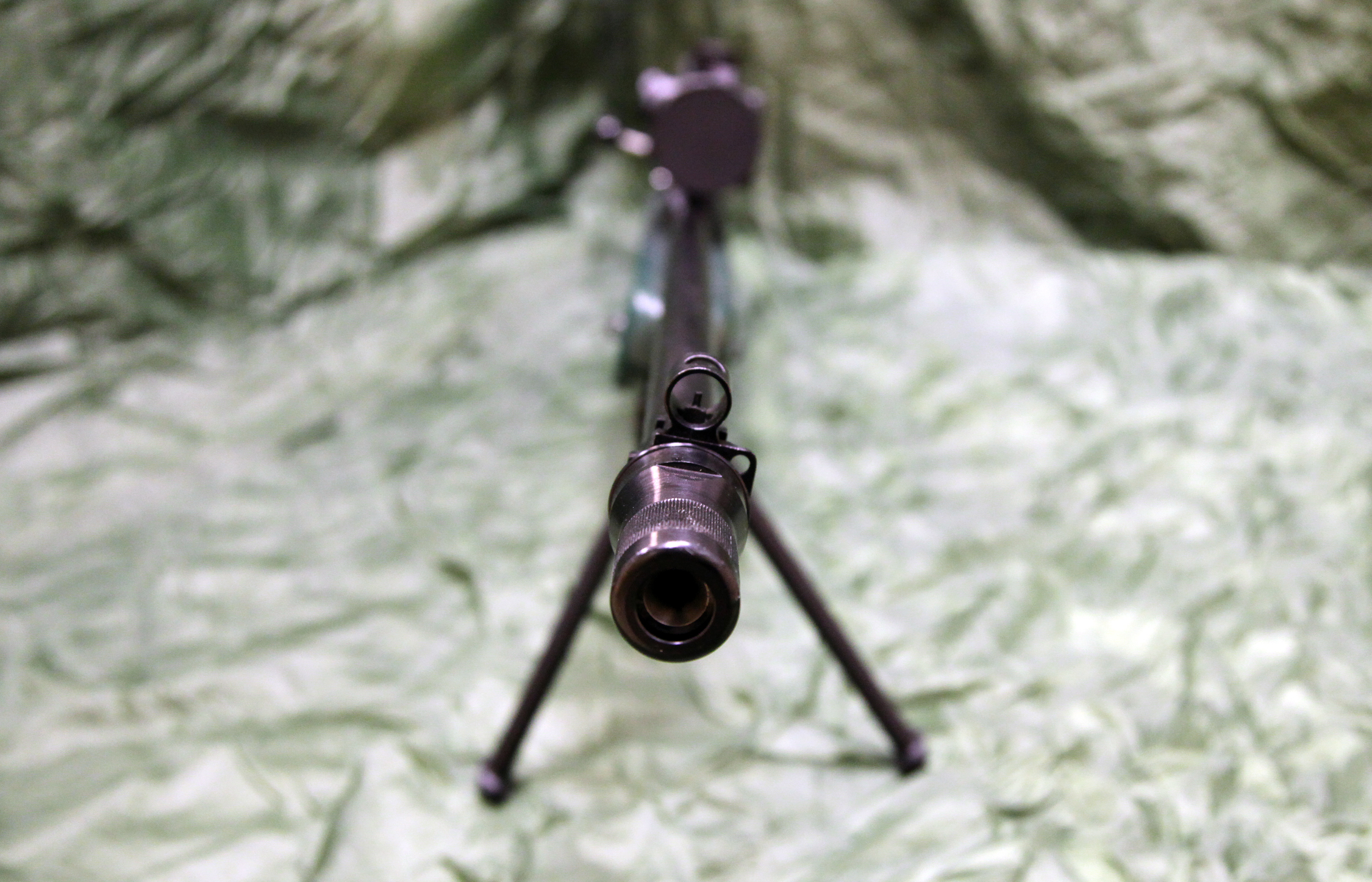

СВ-98 на змаганнях зі снайпінгу